# Batalla de Castulo
La batalla de Castulo va ser un dels dos episodis de la coneguda batalla del Betis Superior, un conflicte militar que va tenir lloc durant la Segona Guerra Púnica entre Cartago i la República Romana. La batalla de Castulo va ser el primer de dos enfrontaments consecutius entre l'exèrcit cartaginès liderat per Àsdrubal Barca, Magó Barca (germans d'Hanníbal) i Asdrúbal, fill de Giscó, i l'exèrcit romà sota el comandament de Publi Corneli Escipió i Gneu Corneli Escipió Calb. Ambdós germans Escipió van morir en la lluita.

## Situació estratègica
Publi Corneli Escipió i el seu germà Gneu Corneli Escipió Calb havien estat entre l'any 218 aC i el 211 aC a Hispània evitant que els hispans es dirigissin a recolzar Hanníbal Barca, que estava lluitant contra els romans a la península Itàlica.
Després de la derrota d'Àsdrubal Barca a la batalla d'Ibera la primavera de l'any 215 aC, els romans havien assegurat les seves posicions al nord de l'Ebre i van aconseguir de guanyar-se la lleialtat cap a la causa romana d'una sèrie de tribus iberes. Des de Tarraco van iniciar diverses missions de saqueig al territori cartaginès del sud de l'Ebre i Publi Escipió va arribar fins i tot a endinsar-se fins a Sagunt el 214 aC. Durant aquests anys, tant els romans com els cartaginesos es van enfrontar i van sufocar una sèrie de revoltes iberes.
Els germans Escipió no havien rebut reforços des d'Itàlia per culpa de la pressió que els mateixos romans estaven patint a mans d'Hanníbal en el seu propi territori. Àsdrubal, per la seva part, havia incorporat a les seves forces dos nous exèrcits sota el comandament del seu germà més jove Magó Barca i d'Asdrúbal, fill de Giscó. Aquests dos nous exèrcits es van enfrontar amb els Escipions en algunes batusses de resultat poc decisiu durant els anys 215 aC a 211 aC.
Per la seva part, els germans Escipió van aconseguir persuadir a Sifax, rei de Numídia, perquè iniciés hostilitats contra Cartago l'any 213 aC amb un exèrcit entrenat militarment per romans. Malgrat tot, la situació en la península Ibèrica era prou estable perquè Àsdrubal Barca marxés cap a Àfrica per sufocar la rebel·lió de Sifax l'any 213/212 aC i pogués retornar a Hispània a finals de 212 aC amb uns altres 3.000 númides sota el comandament de Masinissa, que seria el futur rei de Numídia. Mentrestant, a Itàlia, Hanníbal aconseguia guanyar Càpua, capturar Tàrent i mantenir el control sobre Lucània, Calàbria i Apúlia. Els romans havien aconseguit prendre de nou el control de diverses ciutats italianes i posaven setge a Càpua i Siracusa.

## Preludi
Els germans Escipió van contractar a 20.000 mercenaris celtibers per reforçar el seu exèrcit de 30.000 homes d'infanteria i 3.000 de cavalleria. Coneixedors que els exèrcits cartaginesos estaven assentats en llocs diferents, amb Àsdrubal Barca i 15.000 homes a la vora d'Amtorgis, i Magó Barca i Àsdrubal Giscó amb uns altres 10.000 homes més a l'oest, els germans Escipió van creure oportú de dividir les seves forces. Conseqüentment, Publi va prendre 20.000 soldats romans i aliats i va atacar a Magó a la rodalia de Castulo, mentre Gneu prenia una doble legió (10.000 homes) i els mercenaris per atacar a Àsdrubal Barca. La tàctica va provocar dos enfrontaments, la batalla de Castulo i labatalla d'Ilorca que tindrien lloc en pocs dies de diferència l'una de l'altra.

## Batalla
Al saber dels moviments dels Escipió, Asdrúbal Barca havia ordenat als exèrcits de Giscó, Massinissa i Amtorgis, un cabdill aliat, que s'unissin al de Magó, mentre la cavalleria lleugera de Masinissa hostilitzava dia i nit la marxa de Publi Escipió. Publi, un cop informat de què el cabdill ilergeta Indíbil també s'estava desplaçant amb 7.500 ibers cap a la seva rereguarda, dubtà i decidí no enfrontar-se a Magó doncs temia ser rodejat per les forces enemigues. Així doncs, va optar per atacar Indíbil i deixant a 2.000 soldats en el campament sota el comandament del legat Tit Fonteu, va sortir a l'atac en plena nit. Escipió va marxar tota la nit i va caure sobre els ibers tot just de matinada. Gràcies al factor sorpresa i el seu avantatge numèric de 18.000 homes contra 7.500, va prendre ràpidament la iniciativa, però malgrat tot, els ibers van aconseguir resistir el temps suficient fins a l'arribada de la cavalleria númida, a qui Escipió tenia l'esperança d'haver eludit.
Amb Masinissa atacant des del flanc, l'atac romà va començar a flaquejar i quan arribaren Magó i Àsdrubal Giscó, només va ser qüestió de temps que s'acabessin de trencar les files romanes, fugint i deixant enrere a Publi Escipió i bona part de les tropes morts al camp de batalla. Magó, un cop els númides havien saquejat les despulles dels vençuts, marxà cap a la posició del seu germà Àsdrubal.

## Fets posteriors
Pocs dies després, un cop unificades totes les forces cartagineses, aquest van caure sobre els romans i van derrotar a Gneu Corneli Escipió a la batalla d'Ilorca, en la que Gneu Corneli va resultar mort. Els pocs romans que van poder fugir van arribar a la riba nord de l'Ebre on finalment es va reorganitzar en un exèrcit de 8.000 soldats, però els caps cartaginesos no van dur a terme cap acció coordinada per acabar amb l'amenaça dels supervivents.
A finals de l'any 211 aC, Roma va enviar uns 10.000 soldats més a Hispània, sota el comandament de Gai Claudi Neró, però el cònsol no va aconseguir cap victòria espectacular, si bé de nou els cartaginesos tampoc van llançar cap atac seriós sobre els romans de la península. Lamentarien més tard no haver aprofitat l'ocasió, perquè amb l'arribada de Publi Corneli Escipió l'Africà, fill de Publi Escipió, al davant d'uns altres 10.000 homes l'any 210 aC, els cartaginesos serien derrotats en la batalla de Cartago Nova l'any 209 aC.